# Processo de vacância presidencial contra Alberto Fujimori
O processo de vacância presidencial contra Alberto Fujimori foi uma ação do Congresso da República do Peru com o objetivo de declarar a "incapacidade moral permanente" do presidente do Peru Alberto Fujimori, que provocou uma vacância da Presidência da República. Este evento fez parte da crise política no Peru em 2000, que atingiu seu auge com o escândalo dos vladivídeos, que revelou um caso de corrupção generalizada no governo. Em meio ao caos político e à instabilidade gerados por esses eventos, Fujimori viajou em 13 de novembro para a Cúpula da APEC em Brunei. No final desta conferência, estava previsto a passagem do presidente por Kuala Lumpur para depois chegar a Tóquio e de lá realizar uma viagem ao Panamá para a X Cúpula Ibero-Americana; no entanto Fujimori permaneceu na capital do Japão, de onde renunciou à presidência do Peru. A ação não foi acatada pelo Congresso da República, que iniciou um processo para declarar a “incapacidade moral permanente” e a vacância da Presidência.